# 霍蘭鎮區 (新澤西州)
霍蘭鎮區（英語：Holland Township）是位於美國新澤西州亨特登縣的一個鎮區。

## 地方資料
霍蘭鎮區的面積為62.08平方千米，當中陸地面積為60.78平方千米，而水域面積為1.30平方千米。根據2020年美國人口普查的數據，當地共有人口5177人，而人口密度為每平方千米83.39人。